# Артс, Эмиль
Эмиль Артс (фр. Émile Aerts) (3 апреля 1892 Лакен — 9 апреля 1953 Брюссель) — бельгийский велогонщик на шоссе и треке. Один из сильнейших трековых гонщиков на шестидевках Европы в двадцатых годах XX века. Из 25 стартов выиграл 7. Приходился дядей шоссейному велогонщику Жану Артсу.

## Биография

### Начало: шоссейные гонки
В ранней юности Артс думал стать скульптором, но уже до 1908 года увлёкся любительским велосипедными гонками и дебютировал в клубе «Course du Premier pas» Лакена, затем перешёл в «Pédale Royale de Laeken», а после в «Bruxelles Sportif». В 1909 году он занял второе место в «Гран-при Брюсселя». Год спустя, в возрасте 18 лет, он финишировал шестым в гонке «Брюссель — Рубе» и выиграл гонку памяти Луи Моттиа. В 1912 году Артс решает стать гонщиком-профессионалом, оформив индивидуальную лицензию. В этом году он стал третьим на гонке Брюссель-Энё, вновь победил на Гран-при Брюсселя, а также тяжёлую изнуряющую гонку Брюссель — Спа, протяжённостью 466 км. В этом же году он также впервые пробует свои силы на велодроме Карревелд. Там, на матче Франции и Бельгии, Эмиль Артс занял тогда только девятое место.
В 1913 году Артс становится профессионалом, а в 1914 году финиширует девятым на Париж — Рубе.

### Трековые шестидневки
В 1915 году Артс впервые участвует в трековой шестидневке Брюсселя (Six Jours de Bruxelles) на открытом велодроме Карревелда. Из-за войны гонка проходили только с 14 до 18 часов и прекращались в темное время суток. На четвёртый день Артс, едущий в паре с братом Франсуа, срывается с полотна и зацепляет главного конкурента  Ван Бевера, напарника Сирила ван Ховерта. Оба падают, Артс ломает ключицу и его госпитализируют. На следующий день Ван Бевер выходит на трек и выигрывает. Он с напарником Ван Ховертом становится победителем гонки. Но с этого времени Эмиль Артс больше никогда не едет в паре со своим братом Франсуа и неизвестно, явилось ли это решение добровольным. Первоначально итоги гонки не были признаны полноценными шестидневными и только со временем её итоги были подтверждены официально.
Уже в 1919 году Артс участвовал в шестидневке Нью-Йорка в Мэдисон-сквер-гардене (седьмое место, напарник Альфред Бейль (w:fr:Alfred Beyl). Но более всего Артса завораживает шестидневка Брюсселя и с 1919 по 1921 год он пытается её выиграть. В 1919  году в паре с Альфонсом Списсенсом (Alfons Spiessens) занимает второе место, в 1920 году в паре с Генри Ван Лербергом (Henri Van Lerberghe), в 1921 году снова второе место в паре с Альфонсом Списсенсом и только в 1922 году поднимается на первую ступеньку пьедестала вместе с напарником голландцем Питом ван Кемпеном (Piet van Kempen). В последующие годы Артс выигрывает шестидневки Европы ещё шесть раз.
Артс пытается выступать и в спринте, но понимает, что это не его профиль по сравнению с мэдисоном.

### Окончание спортивной карьеры
На завершающем этапе спортивной карьеры Эмиль Артс всё больше сил тратит на подрастающего племянника Жана Артса, видя в нём своего талантливого приемника. Эмиль лоббирует его своими связями и организует подписание контракта в один из лучших парижских велоклубов (Vélo Club de Levallois). И это приводит в результату. D 1927 году Жан Артс становится чемпионом Бельгии и  чемпионом мира по шоссейным гонкам среди любителей. Сам Эмиль Артс после окончания карьеры открывает большой веломагазин на Брабантской улице в Брюсселе и занимается им вплоть до своей смерти в 1953 году.

## Победы

### Шестидневки
- 1922
  - Шестидневка Брюсселя (Six jours de Bruxelles)  с Питом ван Кемреном Piet van Kempen)
  - Шестидневка Парижа Six jours de Paris c Джорджесом Сересом Georges Sérès)
- 1924
  - Шестидневка Брюсселя c Пьером Риленсом (Pierre Rielens)
  - Шестидневка Парижа c Джорджесом Сересом
- 1925
  - Шестидневка Брюсселя с Питом ван Кепреном
  - Шестидневка Берлина Six jours de Berlin c Вальтером Рютте Walter Rütt)
- 1927
  - Шестидневка Парижа с Регинальдом Макнамарой Reginald McNamara)

## Гран при
- Гран при Отёя Grand Prix d'Auteuil: 1920.
- Гран при Октава Лапиза летний, велодрома d'Hiver (Vélodrome d'Hiver) в Париже, 11 декабря 1921.
- Гран при зимний (час за мотоциклом), 1925 год.

## Рекорды
- В часовой езде за мотоциклом на велодроме Буффало (Vélodrome Buffalo) в Париже Артс установил рекорд: 77 км 550 м[3].